# Aesculus sylvatica

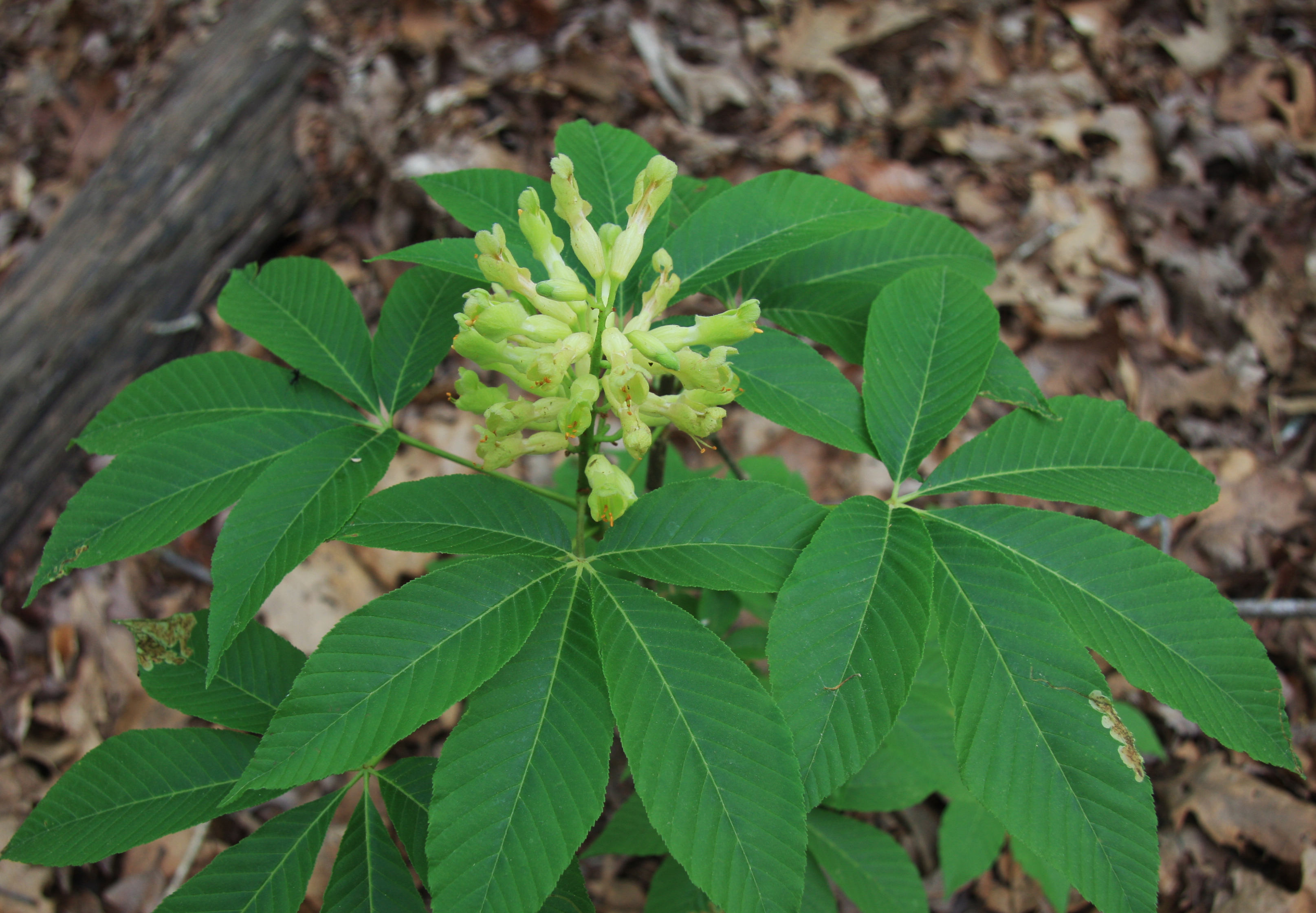
Blütenstand und Blätter

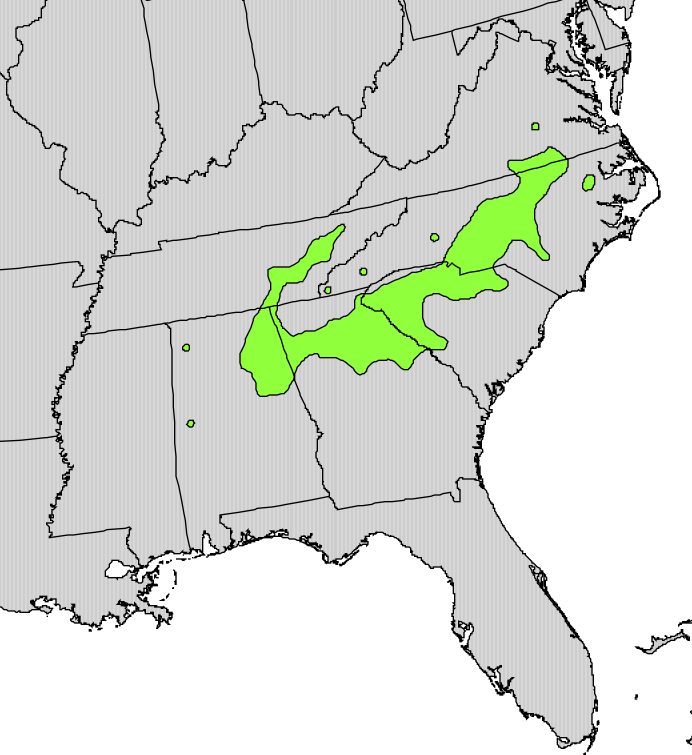
Verbreitungskarte

Aesculus sylvatica ist ein in Nordamerika heimischer Vertreter der Rosskastanien (Aesculus).

## Beschreibung

### Vegetative Merkmale
Aesculus sylvatica ist ein kleiner, laubabwerfender Baum und erreicht Wuchshöhen bis über 18 m bei einem Stammdurchmesser bis über 40 cm oder häufiger ein kleiner Strauch von 1 bis 3 m Höhe. Die Borke ist dunkel- bis hellgrau, ihre Oberfläche teilt sich in kleine dünne Platten. Die Zweige sind hell rötlich-braun und kahl. Die Knospen sind eiförmig, zugespitzt bis stumpf, 7 bis 8 mm lang hellbraun.
Die gegenständigen Laubblätter sind aus fünf handförmig angeordneten Fiederblättchen zusammengesetzt. Der Blattstiel ist 8 bis 18 cm lang, kahl bis leicht flaumhaarig. Die Blättchen sind 8 bis 20 cm lang, 3 bis 7 cm breit, verkehrt-eiförmig bis eiförmig oder elliptisch, lanzettlich. Die Spitze is ist zugespitzt, der Grund spitz bis keilförmig. Der Rand ist einfach oder doppelt gesägt oder unregelmäßig gekerbt-gesägt. Die Oberfläche ist kahl (mit wenigen Haaren auf den Nerven) bis dicht behaart. Die Oberseite ist gelbgrün, die Unterseite grün. Die Blättchenstiele sind 3 bis 12 mm lang.

### Generative Merkmale
Der endständige und vielblütige, rispige Blütenstand ist 10 bis 15 cm lang und flaumhaarig. Die funktionell eingeschlechtlichen oder zwittrigen Blüten sind meist gelb-grün, häufig auch rötlich. Der Blütenstiel ist 3 bis 5 mm lang und behaart. Der Kelch ist 7 bis 15 mm lang, glockig bis röhrig, dicht behaart mit einigen oder keinen Drüsen, der Rand des Kelchs ist behaart und drüsenlos. Die fünf Kelchzipfel sind länglich-eiförmig, schmal und rund oder gestutzt. Die Krone ist auf den Nägeln und den Platten-Rändern zottig behaart, die Platten-Oberfläche ist dicht drüsig, aber mit wenigen Haaren besetzt. Die oberen zwei Kronblätter sind 25 bis 37 mm lang, die Nägel sind 21 bis 32 mm lang, dabei gleich lang wie oder länger als die seitlichen Kronblätter. Die Platte ist klein, verkehrt-eiförmig oder spatelförmig. Die seitlichen zwei Kronblätter sind 20 bis 30 mm lang, die Nägel 10 bis 18 mm, dabei länger als der Kelch. Die Platte ist breit und oval, rund und häufig mit einem herzförmigen Grund. Die 6 oder 7 Staubblätter sind 18 bis 30 mm lang, die Staubfäden sind in der unteren Hälfte zottig behaart. Die Staubbeutel sind glatt, drüsig an der Spitze und leicht drüsig an der Basis der Loculi. Der Stempel ist gleich lang oder etwas länger als die Staubblätter und mit Ausnahme der Narbe zottig behaart.
Die Kapselfrucht ist kugelig bis verkehrt-eiförmig und hat einen Durchmesser von 2,5 bis 4 cm. Das Perikarp ist dünn, leicht narbig und hellbraun. Die Samen sind kugelig oder unregelmäßig, stehen zu 1 bis 3, selten zu 4 bis 6 in der Frucht und sind dunkel-kastanienbraun mit mittelgroßem Hilum.

## Verbreitung und Standorte
Das Verbreitungsgebiet umfasst das Piedmont-Plateau von Süd-Virginia durch die Carolinas und Georgia bis in den Nordosten von Alabama; nach Norden nach Tennessee und zum Ostrand des Cumberland-Plateaus.
Die Art wächst an unterschiedlichen Standorten: Laub- und Kiefern-Wälder, felsige Berghänge, Flussufer und sumpfige Wälder. Am häufigsten wächst sie an den gut entwässerten Hängen der Piedmont-Provinz.

## Systematik
Aesculus sylvatica wird innerhalb der Gattung Aesculus in die Sektion Pavia gestellt. Sie bildet mit den anderen, sympatrisch vorkommenden Arten der Sektion Hybriden. Die Art ist sehr variabel, ein Teil dieser Variabilität wird auf Introgressionen von Aesculus pavia und Aesculus flava zurückgeführt.
Die Art wurde 1794 von John Bartram erstbeschrieben. Die Gültigkeit dieser Beschreibung wurde lange diskutiert und von manchen Bearbeitern dem Namen Aesculus neglecta Lindley der Vorzug gegeben. Heute gilt der Name Aesculus sylvatica als korrekt beschrieben.

## Belege
- James W. Hardin: A Revision of the American Hippocastanaceae II. Brittonia, Band 9, 1957, S. 173–195.